# Anomochlooideae
Anomochlooideae, potporodica trava. Postoji podjela na dva tribusa, svaki s jednim rodom

## Opis
Ova potporodica je najranija divergentna loza u Poaceae (Clark et al. 1995; Zhang et al. 1995; Clark i Judziewicz 1996.; Judziewicz et al. 1999; GPWG 2001), stav potkrijepljen i morfološkim i molekularnim podacima. Uključuje dva monogenerična plemena, Anomochloeae i Streptocheateae. Plemena imaju prilično anomalne i različite morfološke i anatomske karakteristike, ali ih ujedinjuju sljedeće značajke: nedostatak ligula, iznimno duge mikrodlake neobične morfologije, prepoznatljiva središnja struktura lisne plojke i koleoptili s pet živaca (Judziewicz i Soderstrom 1989.). Prisutnost pulvinusa na vrhu pseudopetiola moguća je sinapomorfija za potporodicu (GPWG 2001). Članovi potporodice predstavljaju najteži izazov za tumačenje sinflorescencije trave u standardnim agrostološkim terminima, budući da se čini da nedostaju konvencionalni klasići s ljuskama, lemama i paleama (jedan od braktelikih organa u klasiću). Na molekularnoj razini, potporodica, kako je trenutno zamišljena, može ali ne mora biti monofiletska

## Tribusi i rodovi
1. Tribus Anomochloeae C. E. Hubb.
  1. Anomochloa Brongn. (1 sp.)
2. Tribus Streptochaeteae C. E. Hubb.
  1. Streptochaeta Schrad. (3 spp.)